# Берзано (Пјаченца)
Берзано је насеље у Италији у округу Пјаченца, региону Емилија-Ромања.
Према процени из 2011. у насељу је живело 127 становника. Насеље се налази на надморској висини од 42 м.